# Vouacapoua aubletii
Vouacapoua aubletii là một loài thực vật có hoa trong họ Đậu. Loài này được (Benth.) Lyons miêu tả khoa học đầu tiên năm 1900.